# 파비우 네베스 플로렌치누
파비우 네베스 플로렌치누(포르투갈어: Fábio Neves Florentino, 1986년 10월 4일)는 파비우 네베스로 불리는 브라질의 축구 선수이다. K리그 공식 등록명은 파비오였으며 현재 나시오날 AC에서 활약하고 있다.

## 축구인 경력

### 선수 경력
2014년 1월 광주 FC로 이적하였고, 2014 시즌 리그 26경기에 출전하여 팀 내 최다골인 10골을 기록하며 팀의 K리그 클래식 승격을 이끌었다.